# فرانز جوسيف غوتليب
فرانز جوسيف غوتليب (بالألمانية: Franz Josef Gottlieb)‏ هو كاتب سيناريو ومخرج نمساوي، ولد في 1 نوفمبر 1930 في Semmering Pass ‏ في النمسا، وتوفي في 23 يوليو 2006 في فردن نيدرزاكسن في ألمانيا بسبب سرطان.

## وصلات خارجية
- فرانز جوسيف غوتليب على موقع IMDb (الإنجليزية)
- فرانز جوسيف غوتليب على موقع روتن توميتوز (الإنجليزية)
- فرانز جوسيف غوتليب على موقع ألو سيني (الفرنسية)
- فرانز جوسيف غوتليب على موقع أول موفي (الإنجليزية)
- فرانز جوسيف غوتليب على موقع قاعدة بيانات الأفلام السويدية (السويدية)
- فرانز جوسيف غوتليب على موقع ديسكوغز (الإنجليزية)
- فرانز جوسيف غوتليب على موقع قاعدة بيانات الفيلم (الإنجليزية)
- فرانز جوسيف غوتليب على موقع كينوبويسك (الروسية)